# Henryk Roman Gulbinowicz
Henryk Roman Gulbinowicz (Sukiškes, 17 oktober 1923 –  Wrocław, 16 november 2020) was een Pools geestelijke en kardinaal van de Rooms-Katholieke Kerk.
Gulbinowicz werd op 18 juni 1950 priester gewijd. Vervolgens was hij werkzaam in pastorale functies.
Gulbinowicz werd op 12 januari 1970 benoemd tot apostolisch administrator van Vilnius (Litouwen); hij werd tevens benoemd tot titulair bisschop van Acci. Zijn bisschopswijding vond plaats op 8 februari 1970. Op 3 januari 1976 werd hij benoemd tot aartsbisschop van Wrocław.
Tijdens het consistorie van 25 mei 1985 werd Gulbinowicz kardinaal gecreëerd, met de rang van kardinaal-priester. Zijn titelkerk werd de Santa Maria Immacolata a Grottarossa; hij was de eerste titularis van deze kerk.
Gulbinowicz ging op 3 april 2004 met emeritaat. Hij overleed in 2020 op 97-jarige leeftijd.
- Gemeinsame Normdatei: 119452278
- International Standard Name Identifier: 0000 0001 1466 5415
- Library of Congress Control Number: no2009006986
- Nationale Bibliotheek van Tsjechië: js2012683681
- Nationale Bibliotheek van Polen: a0000001179131
- Virtual International Authority File: 4765003
- WorldCat: E39PBJfCqPH9QWYMvjdFXvkRrq